# 213. Infanterie-Division (Deutsches Kaiserreich)
Die 213. Infanterie-Division war ein Großverband der Preußischen Armee im Ersten Weltkrieg.

## Geschichte
Die Division wurde am 8. September 1916 an der Westfront zusammengestellt und hier bis Kriegsende eingesetzt. Anschließend trat sie den Rückmarsch in die Heimat an, wurde dort demobilisiert und schließlich aufgelöst.

### Gefechtskalender

#### 1916
- 15. bis 22. September – Reserve der 5. Armee
- 23. bis 29. September – Schlacht an der Somme
- ab 29. September – Kämpfe an der Aisne

#### 1917
- bis 6. Januar – Kämpfe an der Aisne
- 06. bis 24. Januar – Reserve der 7. Armee
- 24. Januar bis 21. März – Kämpfe an der Aisne
- 21. März bis 18. April – 7. Armee
- 19. bis 27. Mai – Doppelschlacht Aisne und Champagne
- 28. Mai bis 26. Juni – Stellungskämpfe bei Reims
- 26. Juni bis 28. August – Stellungskämpfe bei Verdun
- ab 28. August – Stellungskämpfe bei Reims

#### 1918
- bis 25. September – Stellungskämpfe bei Reims
- 26. September bis 9. Oktober – Abwehrschlacht in der Champagne und an der Maas
- 10. bis 12. Oktober – Kämpfe vor der Hunding- und Brunhild-Front
- 13. bis 17. Oktober – Kämpfe an der Aisne und Aire
- 18. bis 23. Oktober – Kämpfe bei Attigny und Rilly-aux-Oies
- 24. bis 31. Oktober – Kämpfe an der Aisne und Aire
- 01. bis 4. November – Kämpfe zwischen Aisne und Maas
- 05. bis 11. November – Rückzugskämpfe vor der Antwerpen-Maas-Stellung
- ab 12. November – Räumung des besetzten Gebietes und Marsch in die Heimat

## Gliederung

### Kriegsgliederung vom 17. August 1918
- 37. Reserve-Infanterie-Brigade
  - Reserve-Infanterie-Regiment Nr. 74
  - 6. Westpreußisches Infanterie-Regiment Nr. 149
  - Infanterie-Regiment Nr. 368
  - 2. Eskadron/Reserve-Husaren-Regiment Nr. 5
- Artillerie-Kommandeur Nr. 213
  - Feldartillerie-Regiment Nr. 272
  - Fußartillerie-Bataillon Nr. 79
- Pionier-Bataillon Nr. 213
- Divisions-Nachrichten-Kommandeur Nr. 213

## Kommandeure
| Dienstgrad      | Name                         | Datum                                 |
| --------------- | ---------------------------- | ------------------------------------- |
| Generalmajor    | Robert von Bernuth           | 06. September 1916 bis 3. Januar 1918 |
| Generalleutnant | Thilo von Hanstein           | 04. Januar bis 16. März 1918          |
| Generalmajor    | Hans von Hammerstein-Gesmold | 17. März 1918 bis 12. Januar 1919     |